# Hans Buchholz (Werbeberater)
Hans Buchholz (* 15. Januar 1893 in Hannover; † 26. April 1990 ebenda) war ein deutscher Werbeberater und Verbandsfunktionär.

## Leben

### Familie

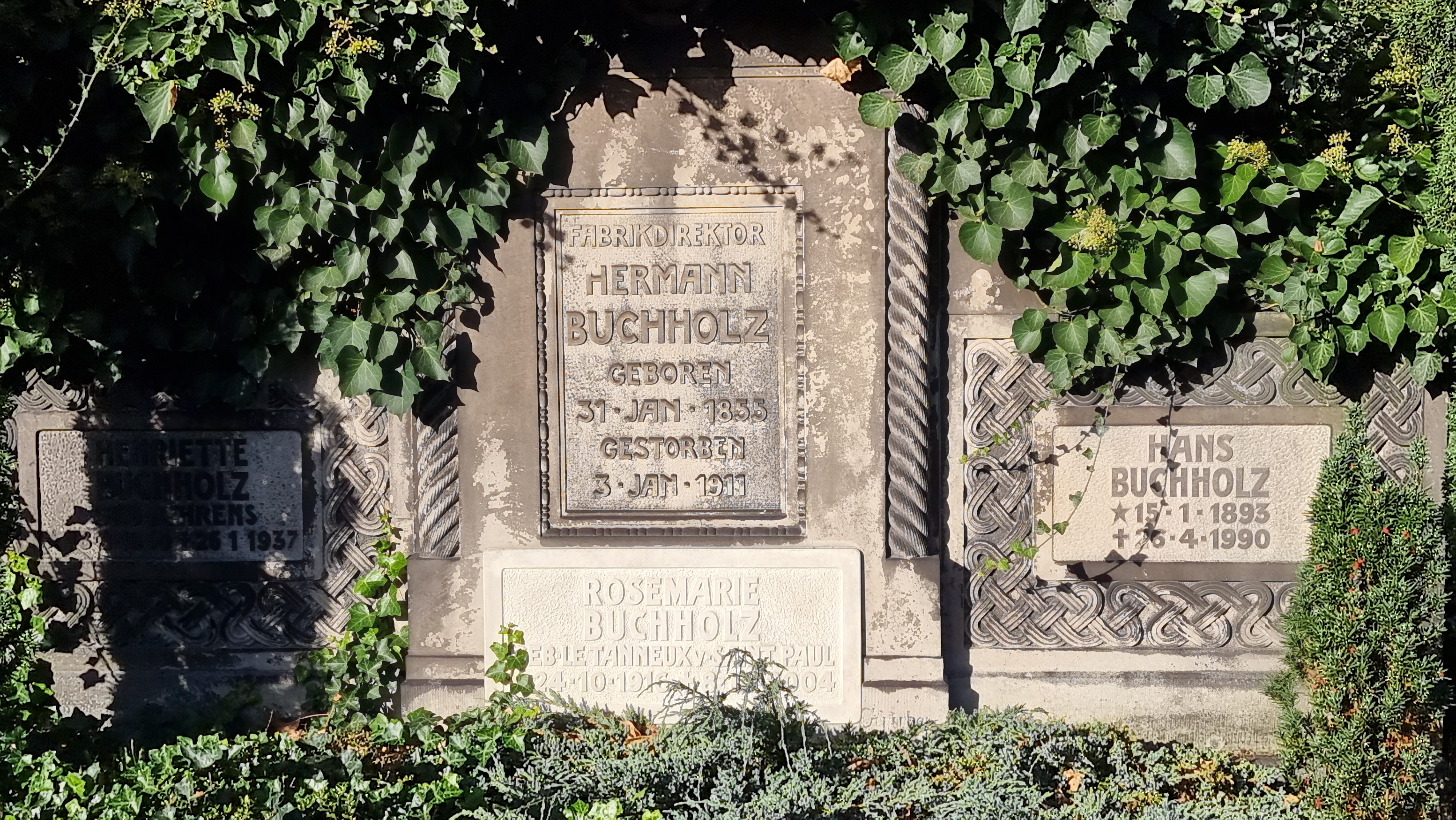
Familien-Grabmal auf dem Neuen St.-Nikolai-Friedhof in Hannover

Hans Buchholz heiratete am 20. März 1948 die aus der adeligen Familie Le Tanneux von Saint Paul geborene Rosemarie (Rosemarie Katharina Ella, * 24. Oktober 1916 in Gut Otten bei Zinten, Ostpreußen; † 8. Dezember 2004 in Hannover). Sie hatte Gebrauchsgrafik und Malerei in Königsberg studiert und war kurz vor Kriegsende im Januar 1945 mit dem Pferdeschlitten über das zugefrorene Haff vor den anrückenden russischen Truppen bis nach Hannover geflohen, wo sie bei den Baronen von Münchhausen, Gut Bettensen bei Ronnenberg aufgenommen wurde. Als Witwe wohnte sie noch Anfang der 1990er Jahre im Haus Vier Grenzen in Hannover.
Aus der Ehe gingen 3 Kinder hervor, u. a. der Musiker Francis Buchholz.

### Werdegang
Der Ende des 19. Jahrhunderts zur Zeit des Deutschen Kaiserreichs 1893 in Hannover geborene Hans Buchholz war nach dem Zweiten Weltkrieg und bereits unter der Britischen Militärregierung der maßgebliche Initiator für die Neugründung der dann Werbefachverband Niedersachsen genannten Organisation der niedersächsischen Werbefachleute und -einrichtungen, deren Verband er in der Folge bis zu seinem Ausscheiden 1967 aus Altersgründen 21 Jahre lang als Vorsitzender leitete. Sein Nachfolger wurde der Haupt-Werbeleiter der Continental Gummi-Werke AG Fritz Martens, dessen Stellvertreter der Werbeleiter und Diplomkaufmann Walter Woynar sowie der Verlagsrepräsentant Gerd Ahrens.
Zudem war Buchholz der Begründer der Werbefachschule Hannover, die laut dem Adressbuch der Hauptstadt Hannover 1962 ihren Sitz am Schiffgraben 32 hatte und später als Akademie für Absatzwirtschaft zu Hannover e.V. fortgeführt wurde.
Ebenfalls 1962 war Bucholz im hannoverschen Adressbuch als Industrieberater unter der Adresse Vier Grenzen 1 sowie mit demselben Namen als „Industrieberatung“ in der Bödekerstraße 76 verzeichnet.

## Ehrungen
Am 11. März 1960 wurde Buchholz für seine besonderen Verdienste vom deutschen Bundespräsidenten mit dem Bundesverdienstkreuz am Bande des ausgezeichnet.
- Kurz vor seinem Ausscheiden als Verbandsvorsitzender war Buchholz für seine weitreichenden Verdienste auf dem Gebiet der Werbung vom deutschen Bundespräsidenten mit der Verleihung des Bundesverdienstkreuzes 1. Klasse am 27. Juli 1966 ausgezeichnet worden.[2]

## Hans-Buchholz-Medaille
1966 wurde Bucholz zu Ehren die Hans-Buchholz-Medaille gestiftet, die seitdem an verschiedene Persönlichkeiten verliehen wurde, die sich um die Förderung der von Buchholz begründeten hannoverschen Akademie und damit der Nachwuchsförderung verdient gemacht haben
Die Hans-Buchholz-Medaille wurde bisher an folgende Persönlichkeiten verliehen (Auswahl):
- 1967: Franz-Hubert Hädicke, Diplom-Volkswirt und Hauptgeschäftsführer der IHK Hannover-Hildesheim[5]

- 1977: Herbert Brandt, Hauptabteilungsleiter Marketing  Scharnow-Reisen und Dozent an der Werbefachschule

- 1979: Horst Dreßel, Verleger und geschäftsführender Gesellschafter der Schlüterschen Verlagsanstalt und Druckerei[3]
- Edgar Scheibe, Maler und Grafiker, Dozent an der Werbefachschule Hannover im Fach „Physikalisches und Psychologisches der Farbe und Form“;[6] geehrt mit der Verleihung der goldenen Hans-Buchholz-Medaille[7]